# Wilhelm Maximilian Carpelan

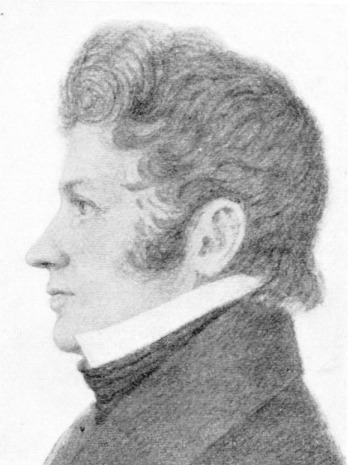
W.M. Carpelan

Wilhelm Maximilian Carpelan, född 7 januari 1787 född på Ojamo i Lojo socken, Finland, död 19 maj 1830 i Stockholm, var en svensk militär, kartograf, tecknare och grafiker. 

## Liv och verk
Carpelan tjänstgjorde som officer vid olika finska regementen till 1807, då han inträdde i fältmätningskåren i Stockholm. Han deltog därefter med i finska kriget 1808-1809 där han tilldelades medaljen för tapperhet i fält och i fälttågen i Tyskland 1813 och Norge 1814. Han utnämndes till kapten vid ingenjörskårens fältmätningsbrigad 1814. 1817 skapade han sin Karta öfver belägenheten omkring Stockholm. Han utnämndes till överstelöjtnant i armén 1823 och var chef för ingenjörskårens gravyrkontor från 1826. Han kommenderades 1819 till adjutant hos riksståthållaren i Norge och under de fem år han vistades i Norge lärde han känna landet genom talrika resor. Dessa resor kom senare att bli hans inspirationskälla för de landskapsmålningar han utförde. Vid Konstakademiens utställning 1826 medverkade han med tjugoen landskapsbilder i olja med olika motiv från Norge. Han medverkade även i utställningar med Götiska förbundet. År 1826 fick han i uppdrag att leda ett ingenjörskårens graveringskontor, närmast för utförande av den stora topografiska kartan över Sverige i skala 1:100 000, varvid Carpelan införde det beteckningsystem, som sedan under lång tid framöver användes. Som kartograf utförde han också Kaart over det sydlige Norge 1826 och en egen Handatlas som utgavs 1828-1832. Carpelan verkade också som illustratör och gravör i akvatinta av vyer och utsikter, såsom för Ulrik Thersners Fordna och närvarande Sverige (1817–25), där han efter Thersners teckningar utförde akvatintplanscherna, och i Fredrik Boyes Magasin för konst, nyheter och moder med nederländska och norska utsikter, samt Skånska utsigter (1823). Bland hans egna utgivna verk märks Voyage pittoresque aux alps norvégiennes med tjugofem planscher i akvatint utgiven 1821-1823 och Vues norvégiennes utgiven 1826-1827. Carpelan finns representerad vid Nationalmuseum i Stockholm.
Carpelan var son till löjtnanten Axel Maximilian Carpelan och Barbro Elisabeth Toll samt brorson till Carl Efraim Carpelan, Simon Wilhelm Carpelan och Johan Fredrik Carpelan. Han var från 1824 gift med Emanuella Sofia Scherman.

## Arbeten i urval

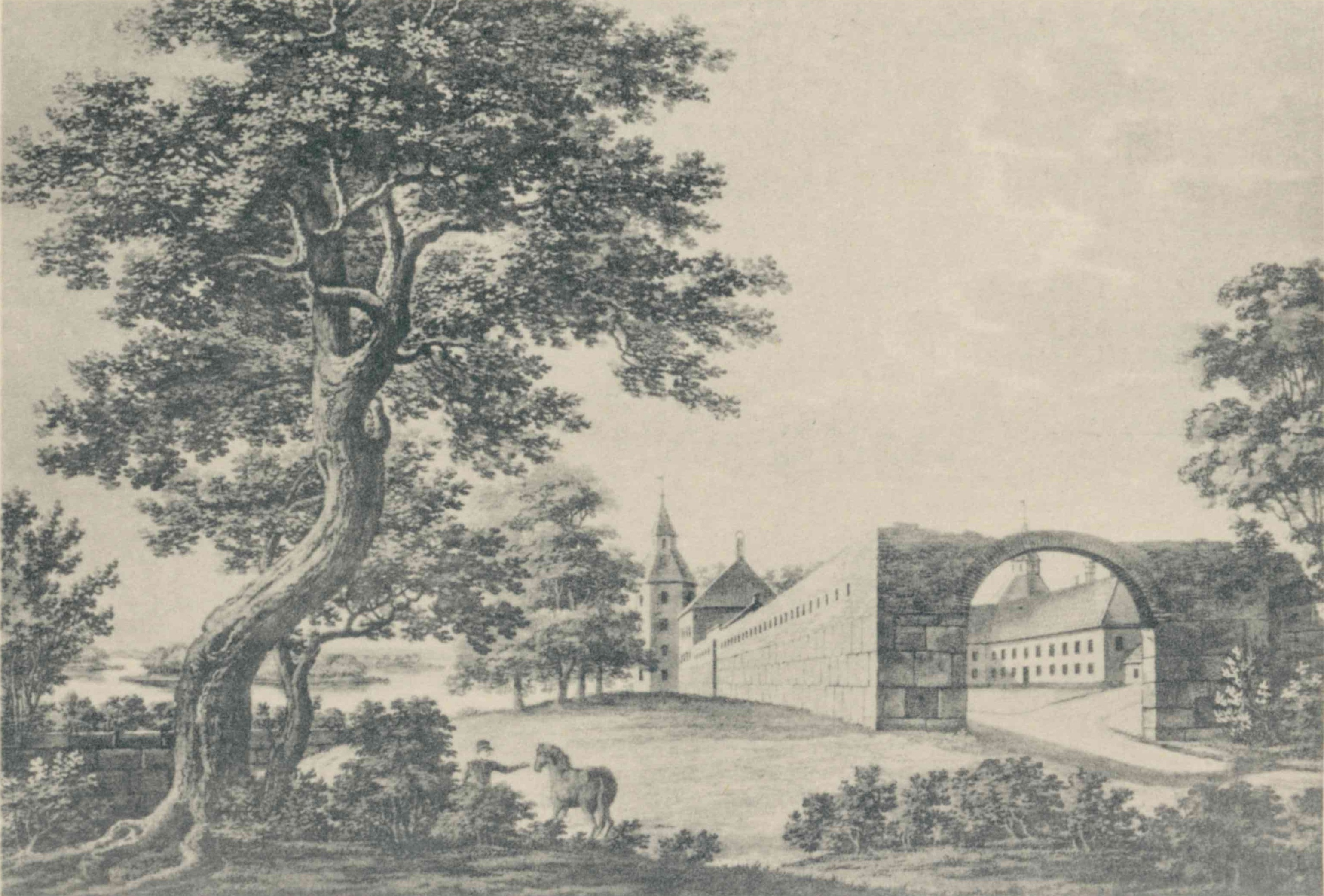
Karsholm 1816
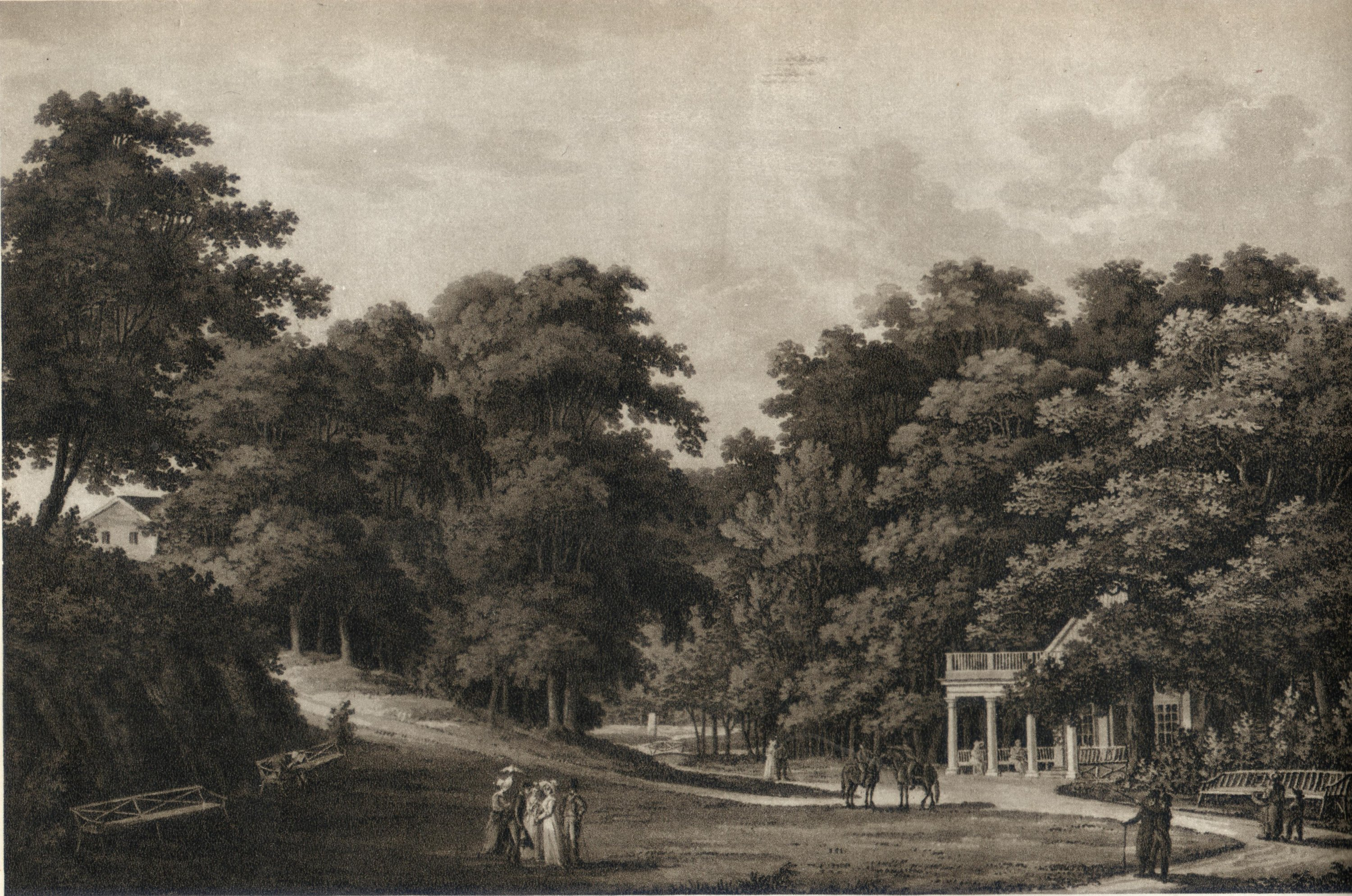
Ramlösa brunn 1816
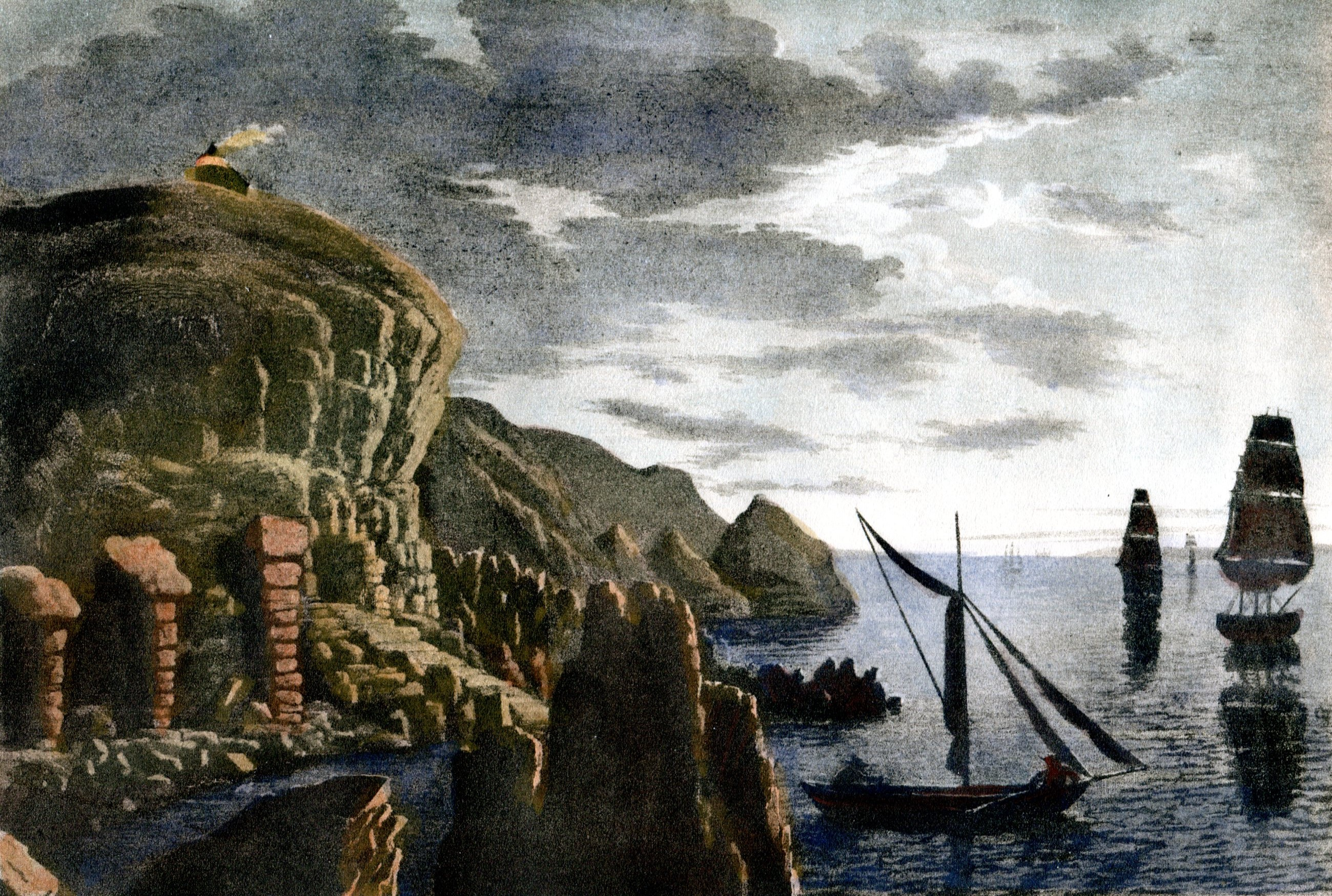
Kullens fyr år 1817
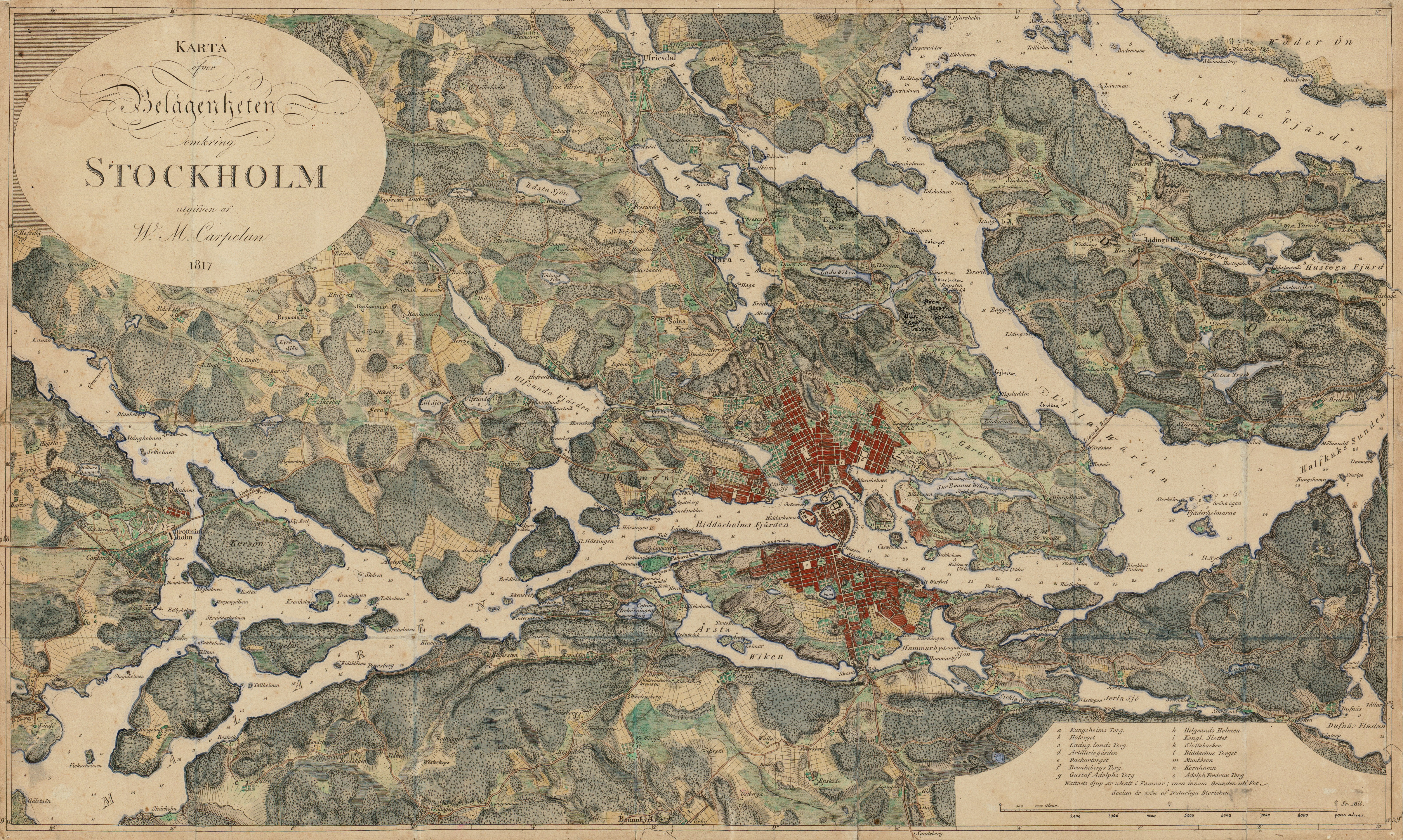
Stockholm och omgivning 1817